# Vizio di legittimità
Il vizio di legittimità, nel diritto amministrativo, è una potenziale causa di invalidità che colpisce gli atti amministrativi, ove essi siano emanati in modo non conforme alle previsioni normative che li riguardano: nell'ordinamento italiano essi sono incompetenza, violazione di legge ed eccesso di potere.
Lamentando tale vizio, tramite specifico ricorso proposto dinanzi al Tribunale Amministrativo Regionale competente per territorio, è possibile ottenere l'annullamento dell'atto viziato, previo accoglimento del ricorso.
Ove un atto amministrativo, affetto da uno dei suddetti vizi di legittimità, non venga ritualmente impugnato nel termine di legge per esso previsto (di regola sessanta giorni dal giorno della notifica, della pubblicazione o della sua conoscenza per altra via) esso assume il carattere dell'inoppugnabilità e può essere rimosso, riformato o modificato solo attraverso la riedizione del procedimento amministrativo che ha portato alla sua emanazione oppure attraverso un procedimento cosiddetto in autotutela.
Nell'ordinamento comunitario, invece, oltre ai vizi di incompetenza, violazione del diritto comunitario, eccesso di potere, gli atti amministrativi possono essere invalidi anche per il vizio di violazione di forme sostanziali.